# Nicola Quaglio
Nicola Quaglio (Rovigo, 9 marzo 1991) è un ex rugbista a 15 italiano, pilone del Rovigo.

## Biografia
Cresciuto in una famiglia di rugbisti (suo padre Mauro e suo zio Isidoro importanti giocatori del Rovigo degli anni settanta, e sua cugina Enrica internazionale per l'Italia femminile tra gli anni novanta e duemila), Nicola Quaglio si formò nelle giovanili del Rovigo con cui debuttò in Eccellenza nel settembre 2010.
Con il club del Polesine si laureò campione d'Italia nel 2016.
Nel giugno 2016 si trasferì al Benetton in Pro12 e a novembre successivo esordì in nazionale a Firenze in occasione della storica prima vittoria dell'Italia sul Sudafrica.
Fu incluso dal nuovo CT Conor O'Shea nella rosa italiana che prese parte alla Coppa del Mondo 2019 in Giappone, venendo sanzionato con una squalifica di tre gare per placcaggio pericoloso contro il sudafricano Duane Vermeulen insieme al compagno di squadra Andrea Lovotti.
Dopo 5 stagioni a Treviso Quaglio milita a far data dal 2021 nuovamente al Rovigo.

## Palmarès
- Campionati italiani: 2
Rovigo: 2015-16, 2022-23